# Нивард (епископ Реймсский)
Нивард (Nivard) — епископ Реймсский с 657 по 673 г., память 1 сентября, брат святого мученика Гундеберта.
Святой Нивард, или Ниард, или Ниво был родственником короля Австразии Хильперика II. Он основал в 662 году монастырь св. Петра в Овиллере, где и был погребён.
Новым епископом Реймса был избран святой Регул.